# 紀真象
紀 真象（き の まかた）は、奈良時代の下級官人。正六位上・駿河介。『経国集』に対策が載る。

## 経歴
天平宝字元年（757年）11月10日、文章生として対策に答えた。これが『経国集』に載っており、優秀な対策だったと思われる。
後、正六位上・駿河介となった。

## 対策
対策の一門目は「新羅が朝貢しなくなり久しく、新羅への軍事征伐を考えている。但し、『良将は謀を伐ち、神兵は戦わず』というが、何をすれば、この結果を得られるだろうか」という問いであった。真象は、現在の軍略は多くの船を発し、海を越えようというものだが、これでは田畑は荒れ、民は疲弊し、家族は離別の悲しみに充ちると批判し、陸賈・文翁のように徳義を以って外交にあたり、利害を示すべきであるとした。その後、玉帛の利を与え、和親の辞を厚くする。そして、股肱の臣を離間して、要害を征服すれば、新羅は服従するだろうと解答した。
二問目は「72君はどんな字を石に刻んだのか」という問いであり、真象は、文字の成立を述べた後、管仲・司馬遷は無謬であり、72君の封禅と刻石は事実であるとしながらも、どんな字を刻んだのかという問いには答えることは難しいと解答を避けた。

## 官暦
- 天平宝字元年（757年）11月10日：見文章生・大初位[7]
- 時期不詳：従七位下[8]
- 時期不詳：駿河介・正六位上[2]